# Тетрахлороалюминат натрия
Тетрахлороалюминат натрия — неорганическое соединение,
комплексный хлорид натрия и алюминия с формулой NaAlCl4,
бесцветные кристаллы,
растворяется в воде.

## Получение
- Сплавление стехиометрических количеств хлоридов натрия и алюминия:

{\displaystyle {\mathsf {NaCl+AlCl_{3}\ {\xrightarrow {T}}\ NaAlCl_{4}}}}

## Физические свойства
Тетрахлороалюминат натрия образует бесцветные кристаллы
ромбической сингонии,
пространственная группа P 212121,
параметры ячейки a = 0,992 нм, b = 1,036 нм, c = 0,621 нм, Z = 4.
Растворяется в воде.